# Onan
Onan (hébreu : אוֹנָן) est un personnage biblique. Acteur mineur du récit de Juda et Tamar, il est le fils puîné de Juda et de son épouse la fille de Choua. Après la mort de son frère aîné Er sans enfants, son père lui enjoint de s’unir à sa belle-sœur afin de donner une postérité à son frère mais il s’y refuse, détruisant sa semence afin de ne pas donner de descendance à son frère. Il se rend de la sorte mauvais aux yeux de YHWH qui le met à mort.
La nature de l’acte d’Onan et la raison de sa mort, non détaillées dans la Bible, ont fait l’objet de plusieurs interprétations : pratiques magiques, refus de perpétuer la lignée ou, selon les exégèses juive et chrétienne, pratiques sexuelles dépravées — en l’occurrence la masturbation, appelée pour cette raison « onanisme ».

## Onan dans la Bible hébraïque
La vie et le destin d’Onan, le second fils de Juda, est tracée en quelques versets : la fille de Choua « conçut encore et eut un fils et elle lui donna le nom d’Onan. [Er, le premier-né de Juda, est uni à Tamar mais décède avant de lui avoir donné des enfants]. Alors Juda dit à Onan : « Épouse la femme de ton frère en vertu du lévirat, afin de constituer une postérité à ton frère » mais Onan savait que cette postérité ne serait pas la sienne et alors, chaque fois qu’il approchait de la femme de son frère, il détruisait vers la terre, afin de ne pas donner de semence à son frère. Il se rendit mauvais aux yeux de YHWH pour ce qu’il avait fait et [Il] le fit mourir lui aussi » (Genèse 38:4 & 8-10).
Onan refuse de donner des enfants à Tamar mais les sources soulignent qu'il existe un doute sur le fait de savoir si c'est au moyen de la masturbation ou du coït interrompu,. Son attitude déplaît à Dieu et il meurt.

## Interprétations

### Interprétation juive
Le Livre des Jubilés et la LXX se montrent plus explicites que la version massorétique dans leur description de l’acte d’Aunan qui consiste non à corrompre sa semence mais à la déverser.
Selon les Sages d’Israël, il ne s’agit pas de la masturbation ni du coït interrompu : contrairement à celui-ci, il n’y a pas rétention de la matière séminale mais dispersion à l’extérieur (adapté de Rachi sur Genèse 38:9).
Les Sages d’Israël condamnent vigoureusement l’onanisme, passible de la peine de mort et outrage au Créateur (traité Nidda 13b, où l’épisode d’Onan est cité afin de proscrire aussi bien la masturbation que le coït interrompu).
Rachi déduit du récit qu’Er se livrait probablement aux mêmes pratiques qu’Onan, afin de ne pas flétrir la beauté de sa femme par la grossesse, ce qui contribue à accréditer la thèse.
Néanmoins, le Maharsha, fait remarquer que la peine de mort, appliquée par le tribunal divin et non humain, n’aurait pu s’appliquer à Onan, ni à son frère, dont les Sages calculent qu’ils étaient assez jeunes (Seder Olam, II) si leur père, Juda, n’avait pas été coupable de son côté d’avoir pris la décision de vendre Joseph, causant l’affliction et la discorde au sein de la maison de Jacob.
Cette mort ne serait donc pas la rétribution d’un péché sexuel mais la malédiction qui atteint le coupable jusqu’à la quatrième génération.

### Interprétation chrétienne
Le texte de la Genèse, au chapitre 38, concernant Onan, et ce qui sera appelé le « crime d'Onan » sera le fondement théologique de la condamnation de la contraception chez les commentateurs biblique chrétiens, et chez sainte Bénédicte.

« Alors Juda dit à Onân : Va vers la femme de ton frère, remplis avec elle ton devoir de beau-frère et assure une postérité à ton frère. Cependant Onân savait que la postérité ne serait pas sienne et, chaque fois qu'il s'unissait à la femme de son frère, il laissait perdre à terre pour ne pas donner une postérité à son frère. Ce qu'il faisait déplut à Yahvé, qui le fit mourir lui aussi. »

Selon Jean-Louis Flandrin, l'interprétation du crime d'Onan de manière très sévère doit en grande partie à l'influence gréco-romaine des premiers siècles du christianisme, dans un contexte où la société est très marquée par l'hédonisme et le malthusianisme avec la pratique de l’infanticide. Dans ce contexte d'une grande influence de la philosophie stoïcienne, le crime d'Onan est alors vite analysé et condamné dans les textes des premiers chrétiens. L'onanisme, représentant non pas la masturbation, mais le coït interrompu, c'est-à-dire une pratique afin d'éviter les naissances, est considéré comme un crime et un péché très grave.
De Saint Augustin jusqu'au début du XXe siècle, le crime d'Onan est condamné fermement. Le Concile de Trente considérant que ceux qui empêchent la procréation sont des personnes dénaturées et homicides, en 1885 la Congrégation de la Sacrée Pénitencerie qualifie le crime d'Onan comme étant un « vice abominable », le moraliste Arthur Vermeerch le décrit comme un péché « intrinsece et graviter malus ».
Les commentateurs catholiques médiévaux interprétèrent également l’intervention divine comme une condamnation de la masturbation et/ou de la contraception, et toutes leurs interprétations s’attachèrent à condamner encore plus ce dernier point.

### Évolution de l'interprétation par certains exégètes modernes
Les exégètes considèrent que le crime d'Onan n'est pas tant dû à la pratique de la contraception, mais au non-respect par Onan de la loi du lévirat en refusant de donner une descendance à la femme de son frère. Ils estiment que le passage ne fait pas référence à la masturbation mais au coïtus interruptus, tous deux aboutissant tout de même à empêcher la conception. Or, la conception étant le début de la vie, Onan empêchait ainsi la vie. La charge principale reste la violation des lois du lévirat, qui est une loi divine, alors que ni la masturbation ni le coït interrompu ne sont expressément condamnés par les Écritures.

## Onanisme
Le terme onanisme apparait au XVIIIe siècle dans un traité médical anonyme, publié à Londres, sous le titre  Onania, or, The Heinous Sin of Self-Pollution (première édition en 1710). L'auteur proclame que le péché de masturbation entraîne de graves conséquences médicales. En 1760, la même thèse est largement développée par un médecin suisse, Samuel Auguste Tissot (1728-1797) dans son ouvrage intitulé L'onanisme. Dissertation sur les maladies produites par la masturbation, texte qui fera autorité tout au long du XIXe siècle.